# هیناتا کونیشی
هیناتا کونیشی (ژاپنی: 小西 陽向؛ زادهٔ ۲۱ دسامبر ۲۰۰۱) یک بازیکن فوتبال اهل ژاپن است.
از باشگاه‌هایی که در آن بازی کرده‌است می‌توان به باشگاه فوتبال ناگانو پارسیرو اشاره کرد.